# 594
594 (DXCIV) fue un año común comenzado en viernes del calendario juliano, en vigor en aquella fecha.

## Acontecimientos

### Imperio bizantino
- Los eslavos atacan las provincias de Moesia y Macedonia.
- A finales de año, el general Prisco es nombrado de nuevo magister militum ante la ineficacia del hermano del emperador, Pedro.

### Japón
- La emperatriz Suiko declara el budismo la religión oficial.

## Nacimientos
- Kogyoku, emperatriz del Japón.

## Fallecimientos
- Gregorio de Tours, religioso cristiano.